# 猪瀬敏弘
猪瀬 敏弘（いのせ としひろ、1924年〈大正13年〉1月11日 - 2007年〈平成19年〉8月12日）は、日本の実業家。中田大三とともに神戸電鉄グループの発展に尽力した。

## 来歴
1924年（大正13年）1月11日、福島県生まれ。1944年（昭和19年）高知市立高知商業高等学校を卒業。
京都帝国大学へ入学するも中退し、1947年（昭和22年）神有三木電気鉄道（現：神戸電鉄）に入社する。1964年（昭和39年）6月より秘書室長を経て、1970年（昭和45年）6月神鉄観光の取締役に就任。
1976年（昭和51年）6月より神戸電鉄の経理部長に就任、1979年（昭和54年）からは取締役に就任した。1985年（昭和60年）6月より神戸電鉄の代表取締役常務に就任。1961年（昭和36年）に阪急電鉄と事業提携して以降、神戸電鉄初の生え抜き代表取締役であった（以後現在に至るまでも生え抜きの代表取締役は誕生していない）。
神鉄グループの総帥・中田大三代表取締役社長（当時）とともに、新線建設・輸送力増強・北神急行プロジェクトなど神戸電鉄の黄金時代を築き上げた。
特に、鉄道・バス・タクシーをはじめとした交通事業のみならず、開発事業や住宅産業を主軸とした不動産業や建設業、ホテルや旅行業などのレジャー産業、飲食業やスーパーマーケットなどの流通業といったいわゆるグループ多角経営をはじめ、他社との提携・共同出資によるスポーツ産業、教育産業、金融業など多岐にわたる事業展開は、神鉄複合文化産業構想（神鉄総合文化産業構想とも）と称され、飛躍的なグループの拡大を図った。
1988年（昭和63年）3月代表取締役常務の座を上仲孝明に譲って取締役に退き、これも1989年（平成元年）6月に退任した。

## 備考
- 1976年（昭和51年）に発表された「神戸電鉄社歌」の作詞を担当している。
- 関連会社の役員も務めていた。